# Erebia charea
Erebia charea är en fjärilsart som beskrevs av Hans Fruhstorfer 1910. Erebia charea ingår i släktet Erebia och familjen praktfjärilar. Inga underarter finns listade i Catalogue of Life.